# Арифметическая прогрессия
Арифмети́ческая (ра́зностная) прогре́ссия — числовая последовательность вида
то есть последовательность чисел (членов прогрессии), в которой каждое число, начиная со второго, получается из предыдущего добавлением к нему постоянного числа {\displaystyle d} (шага, или разности прогрессии — от слова „дифференциация“):

Арифметическую прогрессию записывают в виде 
Любой член арифметической прогрессии равен первому её члену, сложенному с произведением разности прогрессии на число членов, предшествующих определяемому, т. е. он выражается формулой:
Арифметическая прогрессия является монотонной последовательностью. Если каждый член арифметической прогрессии больше предыдущего, то такая прогрессия называется возрастающей; если меньше предыдущего, то убывающей.
Арифметическая прогрессия, разность которой больше нуля ({\displaystyle d>0}), является возрастающей. Арифметическая прогрессия, разность которой меньше нуля ({\displaystyle d<0}), является убывающей. Если разность равна нулю ({\displaystyle d=0}), то последовательность не является ни возрастающей, ни убывающей; она будет стационарной. Эти утверждения непосредственно следуют из определения арифметической прогрессии.

## Свойства

### Общий член арифметической прогрессии
Член арифметической прогрессии с номером {\displaystyle n} может быть найден по формулам
где {\displaystyle a_{1}} — первый член прогрессии, {\displaystyle d} — её разность, {\displaystyle a_{m}} — член арифметической прогрессии с номером {\displaystyle m}.
Пользуясь соотношением {\displaystyle a_{n+1}=a_{n}+d} выписываем последовательно несколько членов прогрессии, а именно:
{\displaystyle a_{2}=a_{1}+d}
{\displaystyle a_{3}=a_{2}+d=a_{1}+d+d=a_{1}+2d}
{\displaystyle a_{4}=a_{3}+d=a_{1}+2d+d=a_{1}+3d}
{\displaystyle a_{5}=a_{4}+d=a_{1}+3d+d=a_{1}+4d}
Заметив закономерность, делаем предположение, что {\displaystyle a_{n}=a_{1}+(n-1)d}. С помощью математической индукции покажем, что предположение верно для всех {\displaystyle n\in \mathbb {N} }:
База индукции {\displaystyle (n=1)} :
{\displaystyle a_{1}=a_{1}+(1-1)d=a_{1}} — утверждение истинно.
Переход индукции:
Пусть наше утверждение верно при {\displaystyle n=k}, то есть {\displaystyle a_{k}=a_{1}+(k-1)d}. Докажем истинность утверждения при {\displaystyle n=k+1}:
{\displaystyle a_{k+1}=a_{k}+d=a_{1}+(k-1)d+d=a_{1}+kd}
Итак, утверждение верно и при {\displaystyle n=k+1}. Это значит, что {\displaystyle a_{n}=a_{1}+(n-1)d} для всех {\displaystyle n\in \mathbb {N} }.■

#### Графическая интерпретация
Отметим, что в формулах общего члена {\displaystyle n}-й член прогрессии есть линейная функция. Поясним это так.
Если на координатной плоскости нанести точки с координатами {\displaystyle \left(n;\,a_{n}\right)}, где {\displaystyle n} — номер (натуральное число), а {\displaystyle a_{n}} — {\displaystyle n}-й член некоторой арифметической прогрессии, то все точки будут принадлежать графику функции, задаваемой формулой:
 где  {\displaystyle d} — это разность арифметической прогрессии, а {\displaystyle a_{1}} — её первый член .

Это означает, что справедлива теорема:

Для того чтобы последовательность {\displaystyle \left\{a_{n}\right\}} являлась арифметической прогрессией, необходимо и достаточно, чтобы {\displaystyle a_{n}} являлась линейной функцией (от {\displaystyle n}), заданной на множестве натуральных чисел. 

Необходимость. Пусть {\displaystyle \left\{a_{n}\right\}} арифметическая прогрессия. Тогда, как было уже показано, {\displaystyle a_{n}=a_{1}+(n-1)d}, то есть {\displaystyle a_{n}=nd+a_{1}-d}. Так как {\displaystyle f\left(x\right)=ax+b} есть линейная функция и {\displaystyle x\in \mathbb {N} }, это значит, что {\displaystyle a=d} и {\displaystyle b=a_{1}-d}, т. е. {\displaystyle a_{n}} — линейная функция, где {\displaystyle f\left(n\right)=nd+a_{1}-d}.

Достаточность. Пусть {\displaystyle a_{n}} есть линейная функция, т. е. {\displaystyle a_{n}=a\cdot x+b}. Так как {\displaystyle x\in \mathbb {N} } и {\displaystyle x=n}, то {\displaystyle a_{n}=a\cdot n+b}, тогда {\displaystyle a_{n+1}=a\cdot \left(n+1\right)+b}.
Рассмотрим {\displaystyle a_{n+1}-a_{n}=\left(a\cdot \left(n+1\right)+b\right)-\left(an+b\right)}.
Отсюда следует, что {\displaystyle a_{n+1}-a_{n}=a}, где {\displaystyle a} — величина постоянная. Тогда {\displaystyle a_{n+1}=a_{n}+a}, а это значит по определению, что {\displaystyle \left\{a_{n}\right\}} — арифметическая прогрессия.■

Суммы членов арифметической прогрессии с равными суммами номеров равны, т. е. {\displaystyle a_{n}+a_{m}=a_{k}+a_{l}\Longleftrightarrow n+m=k+l\quad \vert \;\forall \left(n,\,m,\,k,\,l\in \mathbb {N} \right)}.

### Характеристическое свойство арифметической прогрессии
Словесная формулировка: 

Числовая последовательность является арифметической прогрессией тогда и только тогда, когда каждый её член, начиная со второго, является средним арифметическим предшествующего и последующего членов.

Словесно-символьная формулировка: последовательность {\displaystyle a_{1},a_{2},a_{3},\ldots } есть арифметическая прогрессия {\displaystyle \Longleftrightarrow } для любого её элемента выполняется условие 
Необходимость.
Поскольку {\displaystyle a_{1},a_{2},a_{3},\ldots } — арифметическая прогрессия, то для {\displaystyle n\geqslant 2} выполняются соотношения:
{\displaystyle a_{n}=a_{n-1}+d}
{\displaystyle a_{n}=a_{n+1}-d}.
Сложив эти равенства и разделив обе части на 2, получим {\displaystyle a_{n}={\dfrac {a_{n-1}+a_{n+1}}{2}}}.
Достаточность.
Имеем, что для каждого элемента последовательности, начиная со второго, выполняется {\displaystyle a_{n}={\frac {a_{n-1}+a_{n+1}}{2}}}. Следует показать, что эта последовательность есть арифметическая прогрессия. Преобразуем эту формулу к виду {\displaystyle a_{n+1}-a_{n}=a_{n}-a_{n-1}}. Поскольку соотношения верны при всех {\displaystyle n\geqslant 2}, с помощью математической индукции покажем, что {\displaystyle a_{2}-a_{1}=a_{3}-a_{2}=\ldots =a_{n}-a_{n-1}=a_{n+1}-a_{n}}.
База индукции {\displaystyle (n=2)} :
{\displaystyle a_{2}-a_{1}=a_{3}-a_{2}} — утверждение истинно.
Переход индукции:
Пусть наше утверждение верно при {\displaystyle n=k}, то есть {\displaystyle a_{2}-a_{1}=a_{3}-a_{2}=\ldots =a_{k}-a_{k-1}=a_{k+1}-a_{k}}. Докажем истинность утверждения при {\displaystyle n=k+1}:
{\displaystyle a_{k+1}-a_{k}=a_{k+2}-a_{k+1}}
Но по предположению индукции следует, что {\displaystyle a_{2}-a_{1}=a_{3}-a_{2}=\ldots =a_{k}-a_{k-1}=a_{k+1}-a_{k}}. Получаем, что {\displaystyle a_{2}-a_{1}=a_{3}-a_{2}=\ldots =a_{k}-a_{k-1}=a_{k+1}-a_{k}=a_{k+2}-a_{k+1}}
Итак, утверждение верно и при {\displaystyle n=k+1}. Это значит, что {\displaystyle a_{n}={\frac {a_{n-1}+a_{n+1}}{2}},n\geqslant 2\Rightarrow a_{2}-a_{1}=a_{3}-a_{2}=\ldots =a_{n}-a_{n-1}=a_{n+1}-a_{n}}.
Обозначим эти разности через {\displaystyle d}. Итак, {\displaystyle a_{2}-a_{1}=a_{3}-a_{2}=\ldots =a_{n}-a_{n-1}=a_{n+1}-a_{n}=d}, а отсюда имеем {\displaystyle a_{n+1}=a_{n}+d} для {\displaystyle n\in \mathbb {N} }. Поскольку для членов последовательности {\displaystyle a_{1},a_{2},a_{3},\ldots } выполняется соотношение {\displaystyle a_{n+1}=a_{n}+d}, то это есть арифметическая прогрессия.■

### Сумма первых n членов арифметической прогрессии
Сумма первых {\displaystyle n} членов арифметической прогрессии {\displaystyle S_{n}=\sum _{i=1}^{n}a_{i}=a_{1}+a_{2}+\ldots +a_{n}} может быть найдена по формулам
{\displaystyle S_{n}={\dfrac {a_{1}+a_{n}}{2}}\cdot n} , где {\displaystyle a_{1}} — первый член прогрессии, {\displaystyle a_{n}} — член с номером {\displaystyle n}, {\displaystyle n} — количество суммируемых членов. Сумма членов арифметической прогрессии равна полусумме первого и {\displaystyle n}-го членов, умноженной на число членов.
{\displaystyle S_{n}={\dfrac {a_{1}+a_{n}}{2}}\cdot ({\dfrac {a_{n}-a_{1}}{a_{2}-a_{1}}}+1)} — где {\displaystyle a_{1}} — первый член прогрессии, {\displaystyle a_{2}} — второй член прогрессии {\displaystyle ,a_{n}} — член с номером {\displaystyle n}.
{\displaystyle S_{n}={\dfrac {2a_{1}+d(n-1)}{2}}\cdot n} , где {\displaystyle a_{1}} — первый член прогрессии, {\displaystyle d} — разность прогрессии, {\displaystyle n} — количество суммируемых членов.
{\displaystyle S_{n}=a_{\frac {n+1}{2}}\cdot n}, если {\displaystyle n} — нечётное натуральное число.
| Доказательство |
| --- |
| Вывод формулы для вычисления суммы {\displaystyle n} первых членов арифметической прогрессии основан на следующем свойстве: сумма двух членов, равноотстоящих от начала и конца арифметической прогрессии с конечным числом членов {\displaystyle \div \ a_{1},\ a_{2},\ a_{3},\ \ldots ,\ a_{n-1},\ a_{n}\ ,} равна сумме её крайних членов. Запишем сумму двумя способами: {\displaystyle S_{n}=a_{1}+a_{2}+a_{3}+\ldots +a_{n-2}+a_{n-1}+a_{n}} {\displaystyle S_{n}=a_{n}+a_{n-1}+a_{n-2}+\ldots +a_{3}+a_{2}+a_{1}} — та же сумма, только слагаемые идут в обратном порядке. Теперь сложим оба равенства, последовательно складывая в правой части слагаемые, которые стоят на одной вертикали: {\displaystyle 2S_{n}=(a_{1}+a_{n})+(a_{2}+a_{n-1})+(a_{3}+a_{n-2})+\ldots +(a_{n-2}+a_{3})+(a_{n-1}+a_{2})+(a_{n}+a_{1})} Покажем, что все слагаемые (все скобки) полученной суммы равны между собой. В общем виде каждое слагаемое можно подать в виде {\displaystyle a_{i}+a_{n-i+1},i=1,2,\ldots ,n}. Воспользуемся формулой общего члена арифметической прогрессии: {\displaystyle a_{i}+a_{n-i+1}=a_{1}+(i-1)d+a_{1}+(n-i+1-1)d=2a_{1}+(n-1)d,i=1,2,\ldots ,n} Получили, что каждое слагаемое не зависит от {\displaystyle i} и равно {\displaystyle 2a_{1}+(n-1)d}. В частности, {\displaystyle a_{1}+a_{n}=2a_{1}+(n-1)d}. Поскольку таких слагаемых {\displaystyle n}, то {\displaystyle 2S_{n}=(a_{1}+a_{n})\cdot n\Rightarrow S_{n}={\dfrac {a_{1}+a_{n}}{2}}\cdot n} Третья формула для суммы получается подстановкой {\displaystyle 2a_{1}+(n-1)d} вместо {\displaystyle a_{1}+a_{n}}. Что и так непосредственно следует из выражения для общего члена. Замечание: Вместо {\displaystyle a_{1}+a_{n}} в первой формуле для суммы можно взять любое из других слагаемых {\displaystyle a_{i}+a_{n-i+1},i=2,3,\ldots ,n}, так как они все равны между собой. |

Формулировка ещё одного факта: для всякой арифметической прогрессии при любом {\displaystyle n} выполняется равенство:
Примечание: {\displaystyle S_{k}} — сумма {\displaystyle k} первых членов арифметической прогрессии.
| Доказательство |
| --- |
| 1. Очевидно, что {\displaystyle {\dfrac {S_{2n}}{2n}}-{\dfrac {S_{n}}{n}}={\dfrac {a_{1}+a_{2n}-\left(a_{1}+a_{n}\right)}{2}}={\dfrac {a_{2n}-a_{n}}{2}},} или {\displaystyle S_{2n}-2S_{n}=n\cdot (a_{2n}-a_{n}).} Прибавим к обеим частям {\displaystyle S_{n}} и получим, что {\displaystyle S_{2n}-S_{n}=S_{n}+n\cdot (a_{2n}-a_{n}).} 2. Покажем, что {\displaystyle S_{n}+n\cdot (a_{2n}-a_{n})={\dfrac {1}{3}}S_{3n}.} Это так, поскольку можно написать верное равенство: {\displaystyle {\dfrac {S_{3n}}{3n}}-{\dfrac {S_{n}}{n}}={\dfrac {a_{3n}-a_{n}}{2}}.} Из него следует, что {\displaystyle {\dfrac {S_{3n}}{3}}=S_{n}+{\dfrac {a_{3n}-a_{n}}{2}}\cdot n.} 3. Теперь докажем, что {\displaystyle a_{2n}-a_{n}={\dfrac {a_{3n}-a_{n}}{2}}.} Перепишем последнее как {\displaystyle a_{2n}={\dfrac {a_{3n}+a_{n}}{2}}.} Но гораздо лучше представить это равенство в виде {\displaystyle a_{2n}={\dfrac {a_{2n+1}+a_{2n-1}}{2}}.} Видно, что это характеристическое свойство арифметической прогрессии. Значит, действительно {\displaystyle a_{2n}-a_{n}={\dfrac {a_{3n}-a_{n}}{2}}.} 4. А следовательно, {\displaystyle S_{n}+n\cdot (a_{2n}-a_{n})={\dfrac {1}{3}}S_{3n}.} 5. Тем самым, {\displaystyle S_{2n}=S_{n}+{\dfrac {1}{3}}S_{3n},} что и требовалось доказать. |

Предыдущее свойство имеет обобщение.
Для любых натуральных {\displaystyle k}, {\displaystyle l}, {\displaystyle m} выполняется комплементарное свойство сумм: 

### Сумма членов арифметической прогрессии от n-го до m-го
Сумма членов арифметической прогрессии с номерами от {\displaystyle n} до {\displaystyle m} {\displaystyle S_{m,n}=\sum _{i=n}^{m}a_{i}=a_{n}+a_{n+1}+\ldots +a_{m}} может быть найдена по формулам
{\displaystyle S_{m,n}={\dfrac {a_{m}+a_{n}}{2}}\cdot (m-n+1)} , где {\displaystyle a_{m}} — член с номером {\displaystyle m}, {\displaystyle a_{n}} — член с номером {\displaystyle n}, {\displaystyle (m-n+1)} — количество суммируемых членов.
 где {\displaystyle a_{n}} — член с номером {\displaystyle n}, {\displaystyle d} — разность прогрессии, {\displaystyle (m-n+1)} — количество суммируемых членов.

### Произведение членов арифметической прогрессии
Произведением первых {\displaystyle n} членов арифметической прогрессии {\displaystyle \left\{a_{n}\right\}} называется произведение от {\displaystyle a_{1}} до {\displaystyle a_{n}}, то есть выражение вида {\displaystyle \prod \limits _{i=1}^{n}a_{i}=a_{1}\cdot a_{2}\cdot a_{3}\cdot \ldots \cdot a_{n-2}\cdot a_{n-1}\cdot a_{n}.} Обозначение: {\displaystyle P_{n}}.
Свойство произведения:
- {\displaystyle P_{n}={\dfrac {1}{2^{n}}}\prod \limits _{i=1}^{n}{\left(a_{1}+a_{n}+d\left(2i-\left[n+1\right]\right)\right)}}.
- Если {\displaystyle n} — нечётное натуральное число и {\displaystyle n>1}[7], то произведение от {\displaystyle a_{1}} до {\displaystyle a_{n}} равно произведению их среднего арифметического и членов, равноотстоящих от него[8]:{\displaystyle P_{n}=a_{\frac {n+1}{2}}\cdot \prod \limits _{i=1}^{\frac {n-1}{2}}{\left(a_{\frac {n+1}{2}}^{2}-{\left[id\right]}^{2}\right)}=a_{\frac {n+1}{2}}\cdot {\left(a_{\frac {n+1}{2}}^{2}-{d}^{2}\right)}\cdot {\left(a_{\frac {n+1}{2}}^{2}-{\left[2d\right]}^{2}\right)}\cdot {\left(a_{\frac {n+1}{2}}^{2}-{\left[3d\right]}^{2}\right)}\cdot \ldots \cdot {\left(a_{\frac {n+1}{2}}^{2}-{\left[{\frac {n-3}{2}}\cdot d\right]}^{2}\right)}\cdot {\left(a_{\frac {n+1}{2}}^{2}-{\left[{\frac {n-1}{2}}\cdot d\right]}^{2}\right)}.}

Число множителей-скобок {\displaystyle {\left(a_{\frac {n+1}{2}}^{2}-{\left[id\right]}^{2}\right)}} равно {\displaystyle {\dfrac {n-1}{2}}}, а в самом произведении {\displaystyle a_{\frac {n+1}{2}}\cdot \prod \limits _{i=1}^{\frac {n-1}{2}}{\left(a_{\frac {n+1}{2}}^{2}-{\left[id\right]}^{2}\right)}} их составляет {\displaystyle {\dfrac {n+1}{2}}} «штук».

### Сходимость арифметической прогрессии
Арифметическая прогрессия {\displaystyle a_{1},a_{2},a_{3},\ldots } расходится при {\displaystyle d\neq 0} и сходится при {\displaystyle d=0}. Причём
| Доказательство |
| --- |
| Записав выражение для общего члена и исследуя предел {\displaystyle \lim _{n\rightarrow \infty }(a_{1}+(n-1)d)}, получаем искомый результат. |

### Связь между арифметической и геометрической прогрессиями
Пусть {\displaystyle a_{1},a_{2},a_{3},\ldots } — арифметическая прогрессия с разностью {\displaystyle d} и число {\displaystyle a>0}. Тогда последовательность вида {\displaystyle a^{a_{1}},a^{a_{2}},a^{a_{3}},\ldots } есть геометрическая прогрессия со знаменателем {\displaystyle a^{d}}.
| Доказательство |
| --- |
| Проверим характеристическое свойство для образованной геометрической прогрессии: {\displaystyle {\sqrt {a^{a_{n-1}}\cdot a^{a_{n+1}}}}=a^{a_{n}},n\geqslant 2} Воспользуемся выражением для общего члена арифметической прогрессии: {\displaystyle {\sqrt {a^{a_{n-1}}\cdot a^{a_{n+1}}}}={\sqrt {a^{a_{1}+(n-2)d}\cdot a^{a_{1}+nd}}}={\sqrt {a^{2a_{1}+2(n-1)d}}}={\sqrt {(a^{a_{1}+(n-1)d})^{2}}}=a^{a_{1}+(n-1)d}=a^{a_{n}},n\geqslant 2} Итак, поскольку характеристическое свойство выполняется, то {\displaystyle a^{a_{1}},a^{a_{2}},a^{a_{3}},\ldots } — геометрическая прогрессия. Её знаменатель можно найти, например, из соотношения {\displaystyle q={\frac {a^{a_{2}}}{a^{a_{1}}}}={\frac {a^{a_{1}+d}}{a^{a_{1}}}}=a^{d}}. |

Следствие: если последовательность положительных чисел образует геометрическую прогрессию, то последовательность их логарифмов образует арифметическую прогрессию.

## Арифметические прогрессии высших порядков
Арифметической прогрессией второго порядка называется такая последовательность чисел, что последовательность их разностей сама образует простую арифметическую прогрессию. Примером может служить последовательность квадратов натуральных чисел:
1, 4, 9, 16, 25, 36, …
разности которых образуют простую арифметическую прогрессию с разностью 2:
3, 5, 7, 9, 11, …
Треугольные числа {\displaystyle 1,3,6,10,15,\ldots } также образуют арифметическую прогрессию второго порядка, их разности образуют простую арифметическую прогрессию {\displaystyle 2,3,4,5,\ldots }.
Таким образом, для треугольного 
числа {\displaystyle u_{n}} с номером {\displaystyle n\in \mathbb {N} } имеет место равенство {\displaystyle u_{n}={\dfrac {n(n+1)}{2}}}.
Аналогично определяются и прогрессии более высоких порядков. В частности, последовательность n-ных степеней образует арифметическую прогрессию n-го порядка.
Тетраэдральные числа {\displaystyle 1,4,10,20,35,\ldots } образуют арифметическую прогрессию третьего порядка, их разности являются треугольными числами.
Если {\displaystyle \left[a_{i}\right]_{1}^{n}} — арифметическая прогрессия порядка {\displaystyle m}, то существует многочлен {\displaystyle P_{m}(i)=c_{m}i^{m}+...+c_{1}i+c_{0}}, такой, что для всех {\displaystyle i\in \left\{1,....n\right\}} выполняется равенство {\displaystyle a_{i}=P_{m}(i)}

## Примеры
- Натуральный ряд {\displaystyle 1,2,3,4,5,\ldots } — это арифметическая прогрессия, в которой первый член {\displaystyle a_{1}=1}, а разность {\displaystyle d=1}. Сумма {\displaystyle n} первых членов натурального ряда называется «треугольным числом»:

{\displaystyle T_{n}=\sum _{i=1}^{n}i=1+2+3+\ldots +n={\frac {n(n+1)}{2}}}
- {\displaystyle 1,-1,-3,-5,-7} — первые 5 членов арифметической прогрессии, в которой {\displaystyle a_{1}=1} и {\displaystyle d=-2}.
- Если все элементы некоторой последовательности равны между собой и равны некоторому числу {\displaystyle a}, то это есть арифметическая прогрессия, в которой {\displaystyle a_{1}=a} и {\displaystyle d=0}. В частности, {\displaystyle \pi ,\pi ,\pi ,\ldots } есть арифметическая прогрессия с разностью {\displaystyle d=0}.

## Формула для разности
Если известны два члена арифметической прогрессии, а также их номера в ней, то можно найти разность как
{\displaystyle {\mathit {d={\frac {a_{m}-a_{n}}{m-n}}}}}.

## Сумма чисел от 1 до 100
Согласно легенде, школьный учитель математики юного Гаусса, чтобы занять детей на долгое время, предложил им сосчитать сумму чисел от 1 до 100. Гаусс заметил, что попарные суммы с противоположных концов одинаковы: 1+100=101, 2+99=101 и т. д., и мгновенно получил результат: 5050.
Действительно, легко видеть, что решение сводится к формуле
{\displaystyle {\frac {n(n+1)}{2}}}
то есть к формуле суммы первых {\displaystyle n} чисел натурального ряда.